# Chactemal

División de las jurisdicciones o cacicazgos mayas, que en idioma maya se llamaron kuchkabales en el siglo XVI, según el relato de Ralph L. Roys.

Chactemal (del maya yucateco: Chakte'mal ‘toponímico’). El toponímico se usó para nombrar a una de las jurisdicciones o provincias mayas existentes en la Península de Yucatán a la llegada de los conquistadores españoles en el siglo XVI. Esta provincia de la etnia maya chontal o también llamados putunes, estaba situada alrededor de la bahía de Chetumal y remontando los ríos Nuevo y Hondo. En esta región se asienta actualmente la ciudad de Chetumal, capital del estado de Quintana Roo, en México.
Poco antes de la llegada de los españoles el cacicazgo controlaba lo que hoy es el sur de Quintana Roo y el norte de Belice, cuya cabecera política no ha sido fijada con precisión. El último jalach wíinik que gobernó Chactemal fue Nachán Can, a quien le fueron obsequiados como esclavos dos sobrevivientes de un naufragio español: Gonzalo Guerrero y Jerónimo de Aguilar.
Gonzalo Guerrero se casó con una mujer maya (Zazil Há), hija del cacique, con quien procreó hijos. Renunció expresamente a reunirse con los españoles que llegaron en la expedición de Hernán Cortés y luego los combatió junto con su suegro, para intentar evitar, infructuosamente, la conquista de Yucatán.
Jerónimo de Aguilar por su lado, después de vivir cerca de una década con los mayas de la jurisdicción, decidió reincorporarse con sus paisanos cuando Hernán Cortés, al principio de su expedición de conquista, pasó por la isla de Cozumel y después, sirvió a Cortés como intérprete gracias a los conocimientos del idioma maya que había adquirido. Él y la Malinche fueron instrumento clave en la guerra de conquista de México ya que hicieron el puente idiomático entre el conquistador, algunos de sus aliados indígenas y los conquistados (Aguilar de la lengua maya al español y la Malinche del náhuatl al maya), a fin de hacer posible la comprensión de Cortés en el altiplano de México en donde prevalecía como "lingua franca" el náhuatl.
La jurisdicción de Chactemal colindaba al norte  con la de Uaymil y al oeste con la provincia de Chakán Putún, hoy parte del estado de Campeche.
Chanlacán poblado importante del cacicazgo de Chactemal fue el sitio donde se fraguó la denominada guerra de castas, rebelión maya que estalló en 1847 y se mantuvo activa hasta 1902 en que finalmente fue tomado por las tropas federales de México el pueblo de Chan Santa Cruz y concluido oficialmente el conflicto.